# Nicolás Córdova
Nicolás Andrés Córdova San Cristóbal (Talca, 9 de febrero de 1979) es un exfutbolista y  entrenador de fútbol chileno y nacionalizado Italiano. Actualmente dirige la Selección de Fútbol de Chile. Durante su carrera como futbolista, jugó de mediocampista y su último club fue el Brescia de Italia. 
Desarrolló principalmente su carrera como jugador en Italia en especial con clubes que disputaban la Serie B realizando también en aquel país sus estudios como entrenador de fútbol.
En su vida personal destacan el haberse enterado en su adultez de ser hijo del exfutbolista Marco Antonio Cornez y su fanatismo por el club donde debutó, Colo-Colo, donde esperaba retirarse pero no logró concretarlo pese a que se ofreció a jugar por los albos en el final de su carrera.

## Trayectoria

### Como futbolista
Comenzó jugando en el fútbol amateur de su natal Talca y en la escuela de Rangers para partir a los once años a Santiago donde se integraría a las divisiones inferiores de Colo-Colo. Con el "popular" debutaría a los dieciocho años, gracias a un recordado paro de futbolistas profesionales, en un clásico frente a la Universidad Católica donde caerían por cuatro goles contra uno.
Con los albos obtendría sus únicos dos títulos como profesional además de poder disputar copas internacionales como la Copa Mercosur y la Copa Libertadores. Luego de casi cuatro temporadas con Colo-Colo ficharía por Unión Española, donde sería observado por un ojeador del Perugia, su siguiente destino. Junto con otros jugadores como Mario Salgado o Jaime Valdés sería uno de los jóvenes talentos chilenos que llegarían a desarrollar su carrera en equipos de medianía de tabla hacia abajo del fútbol italiano a comienzos de los 2000.
Debutaría en la Serie A el 26 de agosto de 2001 en la derrota de cuatro goles contra uno frente al Inter de Milán al sustituir a Fabio Gatti. Luego de tan solo un semestre iría a préstamo al FC Crotone de la Serie B, también solo durante seis meses. Continuaría en la segunda categoría del fútbol italiano pese a que su equipo descendería ya que ficharía por el Bari donde sería una de las figuras y goleadores del equipo.
Pese a su buen rendimiento con el club del sur de Italia nuevamente tendría que vivir un descenso por lo que partiría por seis meses al AS Livorno de la máxima categoría del fútbol de aquel país. En su nuevo equipo no tendría la continuidad deseada y volvería en calidad de préstamo a la Serie B, esta vez jugando por el Ascoli Calcio. Con el "pájaro carpintero" lograría el ascenso a la Serie A alargando su estancia durante una temporada más.
Para la temporada 2006/07 ficharía un contrato de dos años con el Messina de la Serie A donde anotaría su primer gol en el clásico frente al Catania. Pese a tener una buena temporada a nivel personal, nuevamente viviría un descenso pero esta vez se mantendría en el club para jugar en la segunda categoría del fútbol italiano. Al finalizar su contrato y luego de ser pretendido por varios equipos su siguiente destino sería el Grosseto, también en ese entonces de la Serie B.
En Grosseto sería uno de los jugadores destacados y pese a que finalizado su contrato tenía opción de renovar por un año más no haría efectiva esta opción para fichar por el recién ascendido Parma FC. Con su nuevo equipo no lograría encontrar espacio llegando a jugar solo un partido válido por la Copa Italia por lo que luego de un semestre su siguiente destino sería el Brescia Calcio, que sería su último club como jugador profesional donde conseguiría un nuevo ascenso, ser figura en la primera parte de la temporada 2010/11, que se vería interrumpida por una operación además de vivir un nuevo descenso siendo su última temporada la 2011/12. Al quedar sin club y pese a un interés del Spezia Calcio volvería a Chile para intentar sumarse a Colo-Colo donde sería rechazado además de no lograr concretar fichajes con Cobreloa, Everton y Rangers tomando la decisión de retirase para finalizar sus estudios como entrenador.

### Como entrenador
Obtuvo su título de entrenador de la Federación Italiana de Fútbol en la prestigiosa escuela Centro Técnico de Coverciano donde se graduó como técnico UEFA además de realizar diplomados de liderazgo y psicología deportiva. Su primera experiencia sería a nivel de fútbol universitario dirigiendo la Selección de fútbol de Duoc UC donde prontamente llamaría la atención su forma de trabajar. A principios de octubre de 2014 se convertiría en ayudante técnico de Hugo Tocalli en la Selección sub-20 de Chile que disputó el Campeonato Sudamericano Sub-20 de 2015.
Los malos resultados obtenidos en el sudamericano harían que Tocalli fuese cesado de sus funciones pasando a ser el nuevo director técnico. Como entrenador de la Sub-20 no llegaría a disputar torneos oficiales destacando solamente la obtención del Torneo internacional sub-20 de la Alcudia de 2015, competición que también ganó como jugador en 1998.
A finales de 2015 asumiría como entrenador de Palestino en reemplazo de Pablo Guede siendo esta su primera experiencia oficial en el fútbol profesional. Con los árabes tendría un buen primer año en el torneo nacional, con jugadores como Leonardo Valencia y Leandro Benegas, pero en especial destacaría durante la Copa Sudamericana 2016 donde dejaría a su equipo en cuartos de final dejando en el camino a equipos poderosos como Flamengo.
Ya para 2017 anunciaría que permanecería con los árabes, en medio de un gira a Palestina, pero esta vez sumaría malas campañas en el Clausura y la Copa Sudamericana 2017, sumando siete partidos sin triunfos por lo que presentaría su renuncia.
Luego de su renuncia seguiría capacitándose en esta vez en Argentina conversando con diferentes entrenadores para finalmente casi a mediados de 2017 fichar por el Santiago Wanderers con la misión de salvar al equipo del descenso tras la mala campaña del uruguayo Eduardo Espinel. Con los porteños tendría un difícil comienzo llegando a ser criticado debido a los malos resultados del Transición, pero paralelamente tendría un muy buen desempeño en la Copa Chile 2017, la cual conquistaría a comienzos de noviembre siendo su primer título oficial como entrenador. Finalmente esa temporada la concretaría con el descenso del equipo caturro al perder la Liguilla de Promoción frente a Unión La Calera, instancia que debería vivir debido al promedio acumulado que tenía su escuadra.
Su inicio en la Temporada 2018 comenzó mal al ser goleado por Colo-Colo en la Supercopa, para luego remontar con victorias en la Copa Libertadores 2018 al pasar a la tercera fase de esta, quedando eliminado ante Independiente de Santa Fe, pero después tomaría una racha de seis partidos sin ganar además de una mala relación con los hinchas desencadenando en el fin de su ciclo por el puerto., luego de una derrota como local ante Deportes Copiapó, con el equipo wanderino en la anteúltima posición de la Primera B. Fue técnico de Universitario de Deportes de Perú desde el 15 de junio de 2018 hasta 28 de mayo de 2019, debiendo dejar el cargo debido a una mala racha de resultados, coronada con 6 partidos sin ver la victoria, y el cuadro incaico en la duodécima posición.
En diciembre de 2020 es anunciado como nuevo entrenador de la Selección sub-23 de Catar.Con el conjunto catarí logró la clasificación a la Copa Asiática sub-23 de Uzbekistán 2022.El 13 de febrero de 2022 es anunciado como director técnico interino del Al-Rayyan Sports Club de Catar. En junio de 2022 es confirmado como entrenador del Al-Rayyan Sports Club, equipo donde peleó el descenso, logrando la salvación en la última fecha del torneo. Tras consumarse la salvación, fue despedido del conjunto catarí.
En agosto de 2023 fue nombrado por la ANFP como jefe técnico de las selecciones juveniles masculinas chilenas, supervisando las selecciones sub-15, sub-17 y sub-20.Además, se anunció como entrenador de la Sub-20, combinado que ya había dirigido en 2015.Dicho nombramiento no vino exento de polémica, tras ser acusado de dejarse influenciar por el agente Fernando Felicevich, representante de Córdova, en las elecciones de jugadores y entrenadores de cada categoría.
El 16 de noviembre de 2023, luego de la renuncia de Eduardo Berizzo a la selección chilena, fue oficializado como entrenador interino de La Roja, con vistas al partido eliminatorio ante Ecuador por las Clasificatorias para la Copa Mundial de 2026. Dirigió durante la derrota por 0:1 ante el combinado ecuatoriano.
También dirige a la selección sub-23 chilena, que buscara un cupo a los Juegos Olímpicos de París 2024 a través del Preolímpico 2024. Antes del toreo, marginó a Luis Rojas por no asistir a un entrenamiento, y a Marcelo Morales por no reducir su Índice de masa corporal. En el debut en el torneo, perdió ante su símil de Perú por la cuenta mínima, señalando que fue superior al rival y culpando a la cancha de la derrota. Luego de derrotar a Uruguay por la cuenta mínima, en el tercer partido cayó estrepitosamente ante Argentina 0:5, señalando que la derrota se debió a un mal arbitraje, y a problemas de fondo en el fútbol juvenil chileno, además de apuntarse como el principal responsable.Actualmente dirijira la Selección de Fútbol de Chile a partir de las eliminatorias conmebol Septiembre-Octubre 2025.

## Selección nacional

### Selecciones menores
Fue parte de la Selección sub-20 de Chile que ganó el Torneo internacional sub-20 de la Alcudia en 1998 para luego disputar el Campeonato Sudamericano Sub-20 de 1999 donde sería el tercer goleador de la competición con cinco goles tras Luciano Galletti y Rodrigo Gral, pese a esto su equipo no lograría clasificar al mundial de la categoría.

#### Participaciones en Sudamericanos
| Torneo                      | Sede      | Resultado    |
| --------------------------- | --------- | ------------ |
| Sudamericano Sub-20 de 1999 | Argentina | Segunda fase |

### Selección adulta
El 30 de abril de 2003 debutaría por la Selección chilena en un amistoso frente a Costa Rica, para luego también ser parte de las convocatorias  que disputarían la Clasificación de Conmebol para la Copa Mundial de 2006, no viendo minutos al quedar desplazado siempre por David Pizarro. Su primer gol por Chile lo convertiría ocho años después de su debut frente a Francia en Montpellier, sumando un registro de cinco partidos jugados, solo amistosos, con un tanto convertido.

#### Participaciones en Clasificatorias a Copas del Mundo
| Eliminatorias               | País     | Resultado | Posición | PJ | G |
| --------------------------- | -------- | --------- | -------- | -- | - |
| Eliminatorias Alemania 2006 | Alemania | Eliminado | 7.º      | 0  | 0 |

### Partidos internacionales
| Partidos internacionales | Partidos internacionales | Partidos internacionales                         | Partidos internacionales | Partidos internacionales | Partidos internacionales | Partidos internacionales | Partidos internacionales | Partidos internacionales |
| N.º                      | Fecha                    | Estadio                                          | Local                    | Resultado                | Visitante                | Goles                    | DT                       | Competición              |
| ------------------------ | ------------------------ | ------------------------------------------------ | ------------------------ | ------------------------ | ------------------------ | ------------------------ | ------------------------ | ------------------------ |
| 1                        | 30 de abril de 2003      | Nacional, Santiago, Chile                        | Chile                    | 1-0                      | Costa Rica               |                          | Juvenal Olmos            | Amistoso                 |
| 2                        | 11 de junio de 2003      | Olímpico Metropolitano, San Pedro Sula, Honduras | Honduras                 | 1-2                      | Chile                    |                          | Juvenal Olmos            | Amistoso                 |
| 3                        | 19 de febrero de 2004    | Home Depot Center, Carson, EEUU                  | México                   | 1-1                      | Chile                    |                          | Juvenal Olmos            | Amistoso                 |
| 4                        | 18 de agosto de 2011     | Stade de la Mosson, Montpellier, Francia         | Francia                  | 1-1                      | Chile                    | Anotado                  | Claudio Borghi           | Amistoso                 |
| 5                        | 4 de septiembre de 2011  | Cornellà-El Prat, Cornellá y El Prat, España     | México                   | 1-0                      | Chile                    |                          | Claudio Borghi           | Amistoso                 |
| Total                    | Total                    | Total                                            | Presencias               | 5                        | Goles                    | 1                        |                          |                          |

| Selección chilena | Selección chilena | Selección chilena |
| Año               | Partidos          | Goles             |
| ----------------- | ----------------- | ----------------- |
| 2003              | 2                 | 0                 |
| 2004              | 1                 | 0                 |
| 2011              | 2                 | 1                 |
| Total             | 5                 | 1                 |

## Estadísticas

### Como futbolista
| Club                   | Div.          | Temporada     | Liga  | Liga  | Copas nacionales | Copas nacionales | Torneos internacionales | Torneos internacionales | Total | Total |
| Club                   | Div.          | Temporada     | Part. | Goles | Part.            | Goles            | Part.                   | Goles                   | Part. | Goles |
| ---------------------- | ------------- | ------------- | ----- | ----- | ---------------- | ---------------- | ----------------------- | ----------------------- | ----- | ----- |
| Colo-Colo · Chile      | 1ª            | 1997          | 1     | 0     | —                | —                | —                       | —                       | 1     | 0     |
| Colo-Colo · Chile      | 1ª            | 1998          | 11    | 1     | 3                | 1                | 3                       | 0                       | 17    | 2     |
| Colo-Colo · Chile      | 1ª            | 1999          | 15    | 0     | —                | —                | 7                       | 1                       | 22    | 1     |
| Colo-Colo · Chile      | 1ª            | 2000          | 7     | 2     | 2                | 0                | 3                       | 0                       | 12    | 2     |
| Colo-Colo · Chile      | Total club    | Total club    | 34    | 3     | 5                | 1                | 13                      | 1                       | 52    | 5     |
| Unión Española · Chile | 1ª            | 2001          | 14    | 1     | —                | —                | —                       | —                       | 14    | 1     |
| Unión Española · Chile | Total club    | Total club    | 14    | 1     | 0                | 0                | 0                       | 0                       | 14    | 1     |
| Perugia · Italia       | 1ª            | 2001-02       | 12    | 1     | 3                | 0                | —                       | —                       | 15    | 1     |
| Perugia · Italia       | Total club    | Total club    | 12    | 1     | 3                | 0                | 0                       | 0                       | 15    | 1     |
| Crotone · Italia       | 2ª            | 2001-02       | 15    | 1     | —                | —                | —                       | —                       | 15    | 1     |
| Crotone · Italia       | Total club    | Total club    | 15    | 1     | 0                | 0                | 0                       | 0                       | 15    | 1     |
| Bari · Italia          | 2ª            | 2002-03       | 26    | 5     | 6                | 2                | —                       | —                       | 32    | 7     |
| Bari · Italia          | 2ª            | 2003-04       | 39    | 12    | —                | —                | —                       | —                       | 39    | 12    |
| Bari · Italia          | Total club    | Total club    | 65    | 17    | 6                | 2                | 0                       | 0                       | 71    | 19    |
| Livorno · Italia       | 1ª            | 2004-05       | 5     | 0     | 5                | 0                | —                       | —                       | 10    | 0     |
| Livorno · Italia       | Total club    | Total club    | 5     | 0     | 5                | 0                | 0                       | 0                       | 10    | 0     |
| Ascoli · Italia        | 2ª            | 2004-05       | 8     | 0     | —                | —                | —                       | —                       | 8     | 0     |
| Ascoli · Italia        | 1ª            | 2005-06       | 4     | 0     | 2                | 0                | —                       | —                       | 6     | 0     |
| Ascoli · Italia        | Total club    | Total club    | 12    | 0     | 2                | 0                | 0                       | 0                       | 14    | 0     |
| Messina · Italia       | 1ª            | 2006-07       | 22    | 5     | 4                | 1                | —                       | —                       | 26    | 6     |
| Messina · Italia       | 2ª            | 2007-08       | 37    | 7     | 1                | 0                | —                       | —                       | 38    | 7     |
| Messina · Italia       | Total club    | Total club    | 59    | 12    | 5                | 1                | 0                       | 0                       | 64    | 13    |
| Grosseto · Italia      | 2ª            | 2008-09       | 33    | 7     | —                | —                | —                       | —                       | 33    | 7     |
| Grosseto · Italia      | Total club    | Total club    | 33    | 7     | 0                | 0                | 0                       | 0                       | 33    | 7     |
| Parma · Italia         | 1ª            | 2009-10       | —     | —     | 1                | 0                | —                       | —                       | 1     | 0     |
| Parma · Italia         | Total club    | Total club    | 0     | 0     | 1                | 0                | 0                       | 0                       | 1     | 0     |
| Brescia · Italia       | 2ª            | 2009-10       | 12    | 2     | —                | —                | —                       | —                       | 12    | 2     |
| Brescia · Italia       | 1ª            | 2010-11       | 21    | 2     | —                | —                | —                       | —                       | 21    | 2     |
| Brescia · Italia       | 2ª            | 2011-12       | 18    | 1     | —                | —                | —                       | —                       | 18    | 1     |
| Brescia · Italia       | Total club    | Total club    | 51    | 5     | 0                | 0                | 0                       | 0                       | 51    | 5     |
| Total carrera          | Total carrera | Total carrera | 300   | 47    | 27               | 4                | 13                      | 1                       | 340   | 52    |
| 1. 2. 3.               |               |               |       |       |                  |                  |                         |                         |       |       |

#### Resumen estadístico
| Competición               | Partidos | Goles |
| ------------------------- | -------- | ----- |
| Primera División          | 48       | 4     |
| Serie A                   | 64       | 8     |
| Serie B                   | 188      | 35    |
| Copa Chile                | 5        | 1     |
| Copa Italia               | 22       | 3     |
| Copa Libertadores         | 4        | 1     |
| Copa Mercosur             | 9        | 0     |
| Selección de Chile Sub-20 | 8        | 5     |
| Selección de Chile        | 5        | 1     |
| Total                     | 353      | 58    |

### Como entrenador

#### Clubes
| Equipo                     | Div.         | Temporada    | Liga | Liga | Liga | Liga | Liga |    | Copa | Copa | Copa | Copa |    | Internacional | Internacional | Internacional | Internacional | Internacional |   | Otros | Otros | Otros | Otros |    | Totales     | Totales | Totales | Totales | Totales | Totales | Totales | Totales | Totales |
| Equipo                     | Div.         | Temporada    | PD   | G    | E    | P    | Pos. | PD | G    | E    | P    | PD   | G  | E             | P             | Pos.          | PD            | G             | E | P     | PD    | G     | E     | P  | Rendimiento | GF      | GC      | Dif.    | Ptos.   |         |         |         |         |
| -------------------------- | ------------ | ------------ | ---- | ---- | ---- | ---- | ---- | -- | ---- | ---- | ---- | ---- | -- | ------------- | ------------- | ------------- | ------------- | ------------- | - | ----- | ----- | ----- | ----- | -- | ----------- | ------- | ------- | ------- | ------- | ------- | ------- | ------- | ------- |
| Palestino · Chile          | 1.ª          | 2016-C       | 15   | 6    | 7    | 2    | 4.º  | -  | -    | -    | -    | -    | -  | -             | -             | -             | -             | -             | - | -     | 15    | 6     | 7     | 2  | 55.56%      | 24      | 18      | +6      | 25      |         |         |         |         |
| Palestino · Chile          | 1.ª          | 2016-A       | 15   | 6    | 3    | 6    | 6.º  | 4  | 2    | 1    | 1    | 8    | 5  | 1             | 2             | 1/4           | -             | -             | - | -     | 27    | 13    | 5     | 9  | 55.56%      | 43      | 27      | +16     | 44      |         |         |         |         |
| Palestino · Chile          | 1.ª          | 2017-C       | 6    | 0    | 1    | 5    | Inc. | -  | -    | -    | -    | 1    | 0  | 0             | 1             | Inc.          | -             | -             | - | -     | 7     | 0     | 1     | 6  | 4.76%       | 5       | 14      | -9      | 1       |         |         |         |         |
| Palestino · Chile          | Total        | Total        | 36   | 12   | 11   | 13   | -    | 4  | 2    | 1    | 1    | 9    | 5  | 1             | 3             | -             | -             | -             | - | -     | 49    | 19    | 13    | 17 | 47.62%      | 72      | 59      | +13     | 70      |         |         |         |         |
| Santiago Wanderers · Chile | 1.ª          | 2017-T       | 15   | 2    | 9    | 4    | 13.º | 9  | 4    | 4    | 1    | -    | -  | -             | -             | -             | 2             | 1             | 0 | 1     | 26    | 7     | 13    | 6  | 43.59%      | 30      | 24      | +6      | 34      |         |         |         |         |
| Santiago Wanderers · Chile | 2.ª          | 2018         | 5    | 1    | 1    | 3    | Inc. | -  | -    | -    | -    | 4    | 1  | 1             | 2             | 3ªF           | 1             | 0             | 0 | 1     | 10    | 2     | 2     | 6  | 26.67%      | 8       | 19      | -11     | 8       |         |         |         |         |
| Santiago Wanderers · Chile | Total        | Total        | 20   | 3    | 10   | 7    | -    | 9  | 4    | 4    | 1    | 4    | 1  | 1             | 2             | -             | 3             | 1             | 0 | 2     | 36    | 9     | 15    | 12 | 38.89%      | 38      | 43      | -5      | 42      |         |         |         |         |
| Universitario · Perú       | 1.ª          | 2018         | 22   | 9    | 4    | 9    | 9.º  | -  | -    | -    | -    | -    | -  | -             | -             | -             | -             | -             | - | -     | 22    | 11    | 3     | 8  | 54.55%      | 30      | 29      | +1      | 36      |         |         |         |         |
| Universitario · Perú       | 1.ª          | 2019         | 15   | 5    | 4    | 6    | Inc. | -  | -    | -    | -    | -    | -  | -             | -             | -             | -             | -             | - | -     | 15    | 5     | 4     | 6  | 42.22%      | 23      | 26      | -3      | 19      |         |         |         |         |
| Universitario · Perú       | Total        | Total        | 37   | 16   | 7    | 14   | -    | -  | -    | -    | -    | -    | -  | -             | -             | -             | -             | -             | - | -     | 37    | 16    | 7     | 14 | 49.55%      | 53      | 55      | -2      | 55      |         |         |         |         |
| Al-Rayyan Catar            | 1.ª          | 2021-22      | 5    | 2    | 0    | 3    | 8.º  | 3  | 1    | 1    | 1    | 7    | 4  | 2             | 1             | 1/8           | -             | -             | - | -     | 15    | 7     | 3     | 5  | 53.34%      | 26      | 25      | +1      | 24      |         |         |         |         |
| Al-Rayyan Catar            | 1.ª          | 2022-23      | 22   | 5    | 5    | 12   | 9.º  | 6  | 1    | 2    | 3    | -    | -  | -             | -             | -             | -             | -             | - | -     | 28    | 6     | 7     | 15 | 29.76%      | 39      | 46      | -7      | 25      |         |         |         |         |
| Al-Rayyan Catar            | Total        | Total        | 27   | 7    | 5    | 15   | -    | 9  | 2    | 3    | 4    | 7    | 4  | 2             | 1             | -             | -             | -             | - | -     | 43    | 13    | 10    | 20 | 37.98%      | 65      | 71      | -6      | 49      |         |         |         |         |
| Total clubes               | Total clubes | Total clubes | 120  | 38   | 33   | 49   | -    | 22 | 8    | 8    | 6    | 20   | 10 | 4             | 6             | -             | 3             | 1             | 0 | 2     | 165   | 57    | 45    | 63 | 43.64%      | 228     | 228     | 0       | 216     |         |         |         |         |
| 1. 2. 3.                   |              |              |      |      |      |      |      |    |      |      |      |      |    |               |               |               |               |               |   |       |       |       |       |    |             |         |         |         |         |         |         |         |         |

#### Selección
| Chile               | 2023                | -   | -  | -  | -  | -   | 1  | 0 | 0 | 1 | -  | -  | - | - | - | -  | - | - | - | 1   | 0  | 0  | 1  | 0%     | 0   | 1   | -1  |
| Chile               | Total               | -   | -  | -  | -  | -   | 1  | 0 | 0 | 1 | -  | -  | - | - | - | -  | - | - | - | 1   | 0  | 0  | 1  | 0%     | 0   | 1   | -1  |
| Chile Sub-23        | 2024                | 4   | 2  | 0  | 2  | FG  | -  | - | - | - | -  | -  | - | - | - | 1  | 1 | 0 | 0 | 5   | 3  | 0  | 2  | 60%    | 6   | 7   | -1  |
| Chile Sub-23        | Total               | 4   | 2  | 0  | 2  | -   | -  | - | - | - | -  | -  | - | - | - | 1  | 1 | 0 | 0 | 5   | 3  | 0  | 2  | 60%    | 6   | 7   | -1  |
| Chile Sub-20        | 2024                | -   | -  | -  | -  | -   | -  | - | - | - | -  | -  | - | - | - | 8  | 6 | 0 | 2 | 8   | 6  | 0  | 2  | 75%    | 15  | 8   | +7  |
| Chile Sub-20        | 2025                | 9   | 2  | 1  | 6  | 6.º | -  | - | - | - | 0  | 0  | 0 | 0 | - | 3  | 1 | 0 | 2 | 13  | 3  | 1  | 8  | 25.64% | 16  | 26  | -10 |
| Chile Sub-20        | Total               | 9   | 2  | 1  | 6  | -   | -  | - | - | - | 0  | 0  | 0 | 0 | - | 11 | 7 | 0 | 4 | 20  | 9  | 1  | 10 | 46.67% | 31  | 34  | -3  |
| Total selecciones   | Total selecciones   | 13  | 4  | 1  | 8  | -   | 1  | 0 | 0 | 1 | 0  | 0  | 0 | 0 | - | 12 | 8 | 0 | 4 | 26  | 12 | 1  | 13 | 47.43% | 37  | 41  | -4  |
| Total en su carrera | Total en su carrera | 133 | 42 | 34 | 57 | -   | 23 | 8 | 8 | 7 | 20 | 10 | 4 | 6 | - | 15 | 9 | 0 | 6 | 191 | 69 | 46 | 76 | 44.16% | 265 | 269 | -4  |

##### Partidos dirigidos con selecciones
| Partidos dirigidos en la selección chilena | Partidos dirigidos en la selección chilena | Partidos dirigidos en la selección chilena | Partidos dirigidos en la selección chilena | Partidos dirigidos en la selección chilena | Partidos dirigidos en la selección chilena |
| N.º                                        | Fecha                                      | Lugar                                      | Rival                                      | Resultado                                  | Competición                                |
| ------------------------------------------ | ------------------------------------------ | ------------------------------------------ | ------------------------------------------ | ------------------------------------------ | ------------------------------------------ |
| 1                                          | 21 de noviembre de 2023                    | Quito                                      | Ecuador                                    | 0-1                                        | Eliminatorias Sudamericanas 2026           |

| Partidos dirigidos en la selección chilena sub-23 | Partidos dirigidos en la selección chilena sub-23 | Partidos dirigidos en la selección chilena sub-23 | Partidos dirigidos en la selección chilena sub-23 | Partidos dirigidos en la selección chilena sub-23 | Partidos dirigidos en la selección chilena sub-23 |
| N.º                                               | Fecha                                             | Lugar                                             | Rival                                             | Resultado                                         | Competición                                       |
| ------------------------------------------------- | ------------------------------------------------- | ------------------------------------------------- | ------------------------------------------------- | ------------------------------------------------- | ------------------------------------------------- |
| 1                                                 | 12 de enero de 2024                               | Santiago                                          | Bolivia                                           | 3-0                                               | Amistoso                                          |
| 2                                                 | 21 de enero de 2024                               | Valencia                                          | Perú                                              | 0-1                                               | Preolímpico Sudamericano Sub-23 2024              |
| 3                                                 | 27 de enero de 2024                               | Valencia                                          | Uruguay                                           | 1-0                                               | Preolímpico Sudamericano Sub-23 2024              |
| 4                                                 | 30 de enero de 2024                               | Valencia                                          | Argentina                                         | 0-5                                               | Preolímpico Sudamericano Sub-23 2024              |
| 5                                                 | 2 de febrero de 2024                              | Caracas                                           | Paraguay                                          | 2-1                                               | Preolímpico Sudamericano Sub-23 2024              |

| Partidos dirigidos en la selección chilena sub-20 | Partidos dirigidos en la selección chilena sub-20 | Partidos dirigidos en la selección chilena sub-20 | Partidos dirigidos en la selección chilena sub-20 | Partidos dirigidos en la selección chilena sub-20 | Partidos dirigidos en la selección chilena sub-20 |
| N.º                                               | Fecha                                             | Lugar                                             | Rival                                             | Resultado                                         | Competición                                       |
| ------------------------------------------------- | ------------------------------------------------- | ------------------------------------------------- | ------------------------------------------------- | ------------------------------------------------- | ------------------------------------------------- |
| 1                                                 | 19 de junio de 2024                               | La Calera                                         | Canadá                                            | 1-0                                               | Amistoso                                          |
| 2                                                 | 12 de octubre de 2024                             | Santiago                                          | Estados Unidos                                    | 0-3                                               | Amistoso                                          |
| 3                                                 | 15 de octubre de 2024                             | Santiago                                          | Estados Unidos                                    | 2-1                                               | Amistoso                                          |
| 4                                                 | 17 de noviembre de 2024                           | Valparaíso                                        | Perú                                              | 1-0                                               | Amistoso                                          |
| 5                                                 | 18 de noviembre de 2024                           | Santiago                                          | Noruega                                           | 1-2                                               | Amistoso                                          |
| 6                                                 | 19 de noviembre de 2024                           | Santiago                                          | Perú                                              | 3-0                                               | Amistoso                                          |
| 7                                                 | 14 de diciembre de 2024                           | Madrid                                            | Catar                                             | 2-1                                               | Amistoso                                          |
| 8                                                 | 14 de diciembre de 2024                           | Madrid                                            | Catar                                             | 5-1                                               | Amistoso                                          |
| 9                                                 | 15 de enero de 2025                               | Santiago                                          | Argentina                                         | 2-3                                               | Amistoso                                          |
| 10                                                | 17 de enero de 2025                               | La Calera                                         | Argentina                                         | 1-3                                               | Amistoso                                          |
| 11                                                | 23 de enero de 2025                               | Cabudare                                          | Venezuela                                         | 2-1                                               | Campeonato Sudamericano Sub-20 2025               |
| 12                                                | 25 de enero de 2025                               | Cabudare                                          | Uruguay                                           | 1-2                                               | Campeonato Sudamericano Sub-20 2025               |
| 13                                                | 27 de enero de 2025                               | Cabudare                                          | Perú                                              | 3-2                                               | Campeonato Sudamericano Sub-20 2025               |
| 14                                                | 31 de enero de 2025                               | Valencia                                          | Paraguay                                          | 1-2                                               | Campeonato Sudamericano Sub-20 2025               |
| 15                                                | 4 de febrero de 2025                              | Caracas                                           | Argentina                                         | 1-2                                               | Campeonato Sudamericano Sub-20 2025               |
| 16                                                | 7 de febrero de 2025                              | Caracas                                           | Paraguay                                          | 1-2                                               | Campeonato Sudamericano Sub-20 2025               |
| 17                                                | 10 de febrero de 2025                             | Caracas                                           | Uruguay                                           | 1-1                                               | Campeonato Sudamericano Sub-20 2025               |
| 18                                                | 13 de febrero de 2025                             | Caracas                                           | Colombia                                          | 1-3                                               | Campeonato Sudamericano Sub-20 2025               |
| 19                                                | 16 de febrero de 2025                             | Puerto La Cruz                                    | Brasil                                            | 0-3                                               | Campeonato Sudamericano Sub-20 2025               |
| 20                                                | 7 de junio de 2025                                | Santiago                                          | Nueva Zelanda                                     | 2-1                                               | Amistoso                                          |

#### Resumen por competiciones
| Competición                    | Partidos | Ganados | Empatados | Perdidos | Ganados % |
| Clubes                         | Clubes   | Clubes  | Clubes    | Clubes   | Clubes    |
| ------------------------------ | -------- | ------- | --------- | -------- | --------- |
| Primera B de Chile             | 5        | 1       | 1         | 3        | 26.67%    |
| Primera División de Chile      | 53       | 15      | 20        | 18       | 40.88%    |
| Copa Chile                     | 13       | 6       | 5         | 2        | 58.97%    |
| Supercopa de Chile             | 1        | 0       | 0         | 1        | 0%        |
| Primera División de Perú       | 37       | 16      | 7         | 14       | 49.55%    |
| Liga de fútbol de Catar        | 27       | 7       | 5         | 15       | 32.1%     |
| Copa del Emir de Catar         | 3        | 1       | 1         | 1        | 44.44%    |
| Copa de las Estrellas de Catar | 6        | 1       | 2         | 3        | 27.78%    |
| Copa Libertadores              | 4        | 1       | 1         | 2        | 33.33%    |
| Copa Sudamericana              | 9        | 5       | 1         | 3        | 59.26%    |
| Liga de Campeones de la AFC    | 7        | 4       | 2         | 1        | 66.66%    |
| Total clubes                   | 165      | 57      | 45        | 63       | 43.64%    |
| Selección                      |          |         |           |          |           |
| Preolímpico                    | 4        | 2       | 0         | 2        | 50%       |
| Sudamericano Sub-20            | 9        | 2       | 1         | 6        | 25.92%    |
| Eliminatorias Conmebol         | 1        | 0       | 0         | 1        | 0%        |
| Amistosos                      | 12       | 8       | 0         | 4        | 66.67%    |
| Total selecciones              | 26       | 12      | 1         | 13       | 47.43%    |
| Total en su carrera            | 191      | 69      | 46        | 76       | 44.16%    |

## Palmarés

### Como futbolista

#### Títulos nacionales
| Título           | Club      | País  | Año    |
| ---------------- | --------- | ----- | ------ |
| Primera División | Colo Colo | Chile | 1997-C |
| Primera División | Colo Colo | Chile | 1998   |

### Como entrenador

#### Títulos nacionales
| Título     | Club               | País  | Año  |
| ---------- | ------------------ | ----- | ---- |
| Copa Chile | Santiago Wanderers | Chile | 2017 |

### Distinciones individuales
| Distinción                                  | Año  |
| ------------------------------------------- | ---- |
| Premio a la Trayectoria de El Gráfico Chile | 2013 |
| Medalla Cruce de Los Andes                  | 2017 |